# Nekrolog 1784
Nekrolog
◄◄
| ◄
| 1780
| 1781
| 1782
| 1783
| 1784 | 1785 | 1786 | 1787 | 1788 | ► | ►►
Weitere Ereignisse | Allgemeiner Nekrolog 1784
Die Beschreibung der verstorbenen Person sollte so kurz wie möglich gehalten sein und nur deren signifikante Tätigkeit(en) enthalten.
Neue Namen ggf. auch unter dem Geburts- und Sterbedatum, also etwa unter 1. Januar und im Geburts- und Sterbejahr (2024) eintragen (nur bei entsprechender großer Wichtigkeit). Für Beispiele siehe die schon vorhandenen Artikel.
Außerdem über die fünf zuletzt Verstorbenen, zu denen es einen ausreichend guten Artikel für eine Präsentation auf der Hauptseite gibt, nach der todesbedingten Überarbeitung der Artikel ggf. auch unter Wikipedia Diskussion:Hauptseite informieren und sie am besten auch in den anderen Wikipedia-Sprachversionen eintragen. Tipp: Regelmäßig bei news.google.de nach „ist tot“, „gestorben“ oder „verstorben“ suchen.
Wenn eine Person gestorben ist, gibt es viele Seiten zu dieser Person in der Wikipedia, die davon auch betroffen sind und entsprechend aktualisiert werden müssen. Beispiele: Namenübersichtsseite, Geburtsjahr, Geburtsort-Seiten und viele mehr.
Wie finde ich die betroffenen Seiten?
Im Suchfeld auf der linken Seite gibt man den Suchbegriff so ein: „Vorname Nachname“. Dann klickt man auf Volltext und alle Seiten mit entsprechendem Suchtext werden aufgerufen. Hier sieht man dann schnell, wo auch das Todesjahr Sinn macht oder sogar ein Teil des Artikels angepasst werden muss. Auch hilft das „Werkzeug“ auf der linken Seite sehr gut, um solche Seiten aufzufinden: „Links auf diese Seite“. Somit ist die Wikipedia wieder aktuell in allen Bereichen! Hinweis: bei Eintragung der Kategorie „Gestorben JAHR“ wird der Missbrauchsfilter 49 ausgelöst, was jedoch nicht schlimm ist. Siehe: Spezial:Missbrauchsfilter/49
Dies ist eine Liste von im Jahr 1784 verstorbenen bekannten Persönlichkeiten. Die Einträge erfolgen innerhalb der einzelnen Daten alphabetisch sortiert. Tiere sind im Nekrolog für Tiere zu finden.

## Januar
| Tag        | Name                              | Beruf, bekannt als | Alter | Beleg |
| ---------- | --------------------------------- | --- | ----- | ----- |
| 2. Januar  | Caspar Anton von Belderbusch      | deutscher Deutschordensritter und Premierminister in Kurköln                                                                          | 61    |       |
| 4. Januar  | Georg Friedrich Kraus             | deutscher Rechtswissenschaftler | 65    |       |
| 5. Januar  | Michael Herberger                 | deutscher Orgelbauer | ≈72   |       |
| 7. Januar  | Christian Knauthe                 | deutscher Geschichtsforscher, Heimatforscher der Oberlausitz und Pfarrer in Friedersdorf                                              | 77    |       |
| 7. Januar  | Johann Ernst Zeiher               | deutscher Mathematiker, Mechaniker, Sprachwissenschaftler und Optiker                                                                 | 58    |       |
| 15. Januar | Jobst Anton von Hinüber           | deutscher Jurist, Postmeister, Amtmann sowie ein bedeutender Landwirtschaftsreformer im Kurfürstentum Hannover                        | 65    |       |
| 17. Januar | Franz Anton Grimm                 | Baumeister des mährischen Barock | 73    |       |
| 17. Januar | Yosa Buson                        | japanischer Dichter und Maler |       |       |
| 17. Januar | Heinrich Salfeldt                 | Kammerrat der Äbtissin von Quedlinburg, Erb-, Lehn- und Gerichtsherr zu Kleinlauchstädt wie auch Kauf- und Handelsherr in Quedlinburg |       |       |
| 20. Januar | Henning Alexander von Kleist      | preußischer Generalleutnant und Gouverneur der Zitadelle Spandau                                                                      | 76    |       |
| 20. Januar | Adolph Friedrich von Neetzow      | Landrat des Kreises Anklam |       |       |
| 20. Januar | Christoph Karl Ludwig von Pfeil   | deutscher Jurist, Diplomat, Staatsminister, evangelischer religiöser Liederdichter und Schriftsteller                                 | 72    |       |
| 23. Januar | Theodora von Hessen-Darmstadt     | Prinzessin von Hessen-Darmstadt und durch Heirat Herzogin von Guastalla                                                               | 77    |       |
| 24. Januar | Andrea Bernasconi                 | italienischer Komponist |       |       |
| 25. Januar | Johann Kaspar Arletius            | deutscher Pädagoge und Universalgelehrter                                                                                             | 76    |       |
| 25. Januar | Carlo Vittorio Amedeo delle Lanze | italienischer Kardinal | 71    |       |
| 25. Januar | Carl Eugenius Pabst von Ohain     | sächsischer Mineraloge | 65    |       |

## Februar
| Tag         | Name                                            | Beruf, bekannt als                                                  | Alter | Beleg |
| ----------- | ----------------------------------------------- | ------------------------------------------------------------------- | ----- | ----- |
| 3. Februar  | Joseph Felix von Kurz                           | österreichischer Schauspieler, Theaterschriftsteller und Impresario | 66    |       |
| 4. Februar  | Friederike Luise von Preußen                    | Prinzessin von Preußen                                              | 69    |       |
| 6. Februar  | Johann Heinrich Lutterloh                       | deutscher Kommissionsrat, Hofrat und Leihhausdirektor               |       |       |
| 9. Februar  | Betty Jacobi                                    | Ehefrau Friedrich Heinrich Jacobis                                  | 40    |       |
| 15. Februar | Gabriel Léopold Charles Amé Bexon               | französischer Naturforscher, römisch-katholischer Geistlicher       | 35    |       |
| 15. Februar | Pierre-Joseph Macquer                           | französischer Chemiker                                              | 65    |       |
| 15. Februar | Hans Willam                                     | österreichischer Maurer, Palier und Architekt                       | 81    |       |
| 19. Februar | Thomas Morell                                   | englischer Geistlicher und Librettist                               | 80    |       |
| 20. Februar | Christian August                                | Regierender Graf der Grafschaft Solms                               | 69    |       |
| 22. Februar | Susanne Mecour                                  | deutsche Theaterschauspielerin                                      |       |       |
| 22. Februar | Sophie Volland                                  | Geliebte des französischen Philosophen Denis Diderot                | 67    |       |
| 24. Februar | Anton Laube                                     | tschechischer Komponist und Kirchenmusiker                          | 65    |       |
| 25. Februar | Christian Ludwig                                | deutscher Arzt und Pharmazeut                                       | 34    |       |
| 26. Februar | Anton Wilhelm Plaz                              | deutscher Botaniker und Mediziner                                   | 76    |       |
| 26. Februar | Friedrich Adam Widder                           | deutscher Mathematiker                                              | 60    |       |
| 27. Februar | Graf von Saint Germain                          | deutscher Alchemist und Okkultist                                   |       |       |
| 28. Februar | Angelius Johann Daniel Aepinus                  | deutscher Philosoph                                                 | 65    |       |
| 29. Februar | François-Alexandre Aubert de La Chenaye-Desbois | französischer Schriftsteller und Kompilator                         | 84    |       |
| 29. Februar | Charles de Fieux de Mouhy                       | französischer Schriftsteller                                        | 82    |       |

## März
| Tag      | Name                               | Beruf, bekannt als                                                                      | Alter | Beleg |
| -------- | ---------------------------------- | --------------------------------------------------------------------------------------- | ----- | ----- |
| 3. März  | Augustin Bauer                     | Abt des Prämonstratenserklosters Steingaden                                             |       |       |
| 3. März  | Claude Parisot                     | französischer Orgelbauer                                                                |       |       |
| 4. März  | Wilhelm August Alemann             | Bürgermeister von Hannover                                                              | 55    |       |
| 4. März  | Carl Ludwig von Winterfeld         | preußischer Generalmajor                                                                | 57    |       |
| 6. März  | Franz Xaver Holl                   | Jesuit, Theologe, Hochschullehrer in Innsbruck und Heidelberg                           | 63    |       |
| 7. März  | Henri-François de La Rochefoucauld | französischer Aristokrat und Marineoffizier                                             | 67    |       |
| 8. März  | Johann Adam Ehrlich                | deutscher Orgelbauer und Instrumentenmacher                                             | 80    |       |
| 9. März  | Johann David Hahn                  | deutscher Physiker, Philosoph, Astronom, Mediziner, Botaniker und Chemiker              | 54    |       |
| 10. März | Christian Wilhelm Franz Walch      | protestantischer Kirchenhistoriker und Professor der Theologie in Göttingen             | 57    |       |
| 12. März | Heinrich Jacob Schmidtborn         | deutscher Großkaufmann und Firmengründer                                                |       |       |
| 17. März | Johann Franz Anton von Zedtwitz    | Kommandierender General des Temescher Banats, Träger des Militär-Maria-Theresien-Ordens |       |       |
| 21. März | Jean-Gilles du Coëtlosquet         | französischer Bischof                                                                   | 83    |       |
| 22. März | Modest Schmetterer                 | Benediktinerpater und Rechtswissenschaftler                                             | 46    |       |
| 23. März | Giovanni Carlo Bandi               | italienischer Geistlicher, Kardinal der katholischen Kirche                             | 74    |       |
| 26. März | Samuel Engel                       | Schweizer Bibliothekar, Geograph, Politiker, Philanthrop und Ökonom                     | 81    |       |
| 30. März | Emmanuel Herzog von Croÿ           | französischer Militär                                                                   | 65    |       |
| 31. März | Johann Rudolf von Merian           | königlich-preußischer Generalmajor                                                      |       |       |

## April
| Tag       | Name                                            | Beruf, bekannt als                                         | Alter | Beleg |
| --------- | ----------------------------------------------- | ---------------------------------------------------------- | ----- | ----- |
| 2. April  | Augusto Rosa                                    | italienischer Architekt                                    | 45    |       |
| 5. April  | Johann Dietrich Winckler                        | deutscher lutherischer Theologe                            | 72    |       |
| 7. April  | Elias Pratzer                                   | altösterreichischer Orgelbauer                             | 84    |       |
| 7. April  | Samuel Rhoads                                   | US-amerikanischer Politiker                                |       |       |
| 8. April  | Johann Heinrich König                           | deutscher Holzbildhauer                                    |       |       |
| 11. April | Ludwig von Heß                                  | Publizist, königlich-dänischer Justizrat und Regierungsrat | 64    |       |
| 11. April | Georg Jonathan von Holland                      | deutscher Mathematiker und Philosoph                       | 41    |       |
| 15. April | Maximilian Friedrich von Königsegg-Rothenfels   | Erzbischof von Köln                                        | 75    |       |
| 22. April | Johann Friedrich Bagge                          | Kaufmann und Ratsherr der Hansestadt Lübeck                |       |       |
| 22. April | Franz Adolf von Anhalt-Bernburg-Schaumburg-Hoym | preußischer General                                        | 59    |       |
| 26. April | Angelo Duca                                     | süditalienischer Bandit                                    |       |       |
| 26. April | Nano Nagle                                      | irische Ordensschwester und Ordensgründerin                |       |       |
| 28. April | Johann Stephan Schmaltz                         | deutscher Orgelbauer                                       | 68    |       |
| 29. April | Agustín de Jáuregui                             | Gouverneur von Chile und Vizekönig von Peru                | 72    |       |
| 30. April | Franz Karl von Velbrück                         | Bischof von Lüttich                                        | 64    |       |

## Mai
| Tag     | Name                     | Beruf, bekannt als                                                             | Alter | Beleg |
| ------- | ------------------------ | ------------------------------------------------------------------------------ | ----- | ----- |
| 3. Mai  | Anthony Benezet          | US-amerikanischer Lehrer und Abolitionist                                      | 71    |       |
| 3. Mai  | Johann Anton Trinius     | deutscher evangelischer Pfarrer, Theologe und Schriftsteller                   | 61    |       |
| 12. Mai | Antoine Court de Gébelin | Theologe, Pastor der Hugenotten, Mitglied der Freimaurerloge „Les Amis Réunis“ |       |       |
| 12. Mai | Abraham Trembley         | Schweizer Zoologe                                                              | 73    |       |
| 15. Mai | Arsenije Plamenac        | montenegrinischer Fürstbischof                                                 |       |       |
| 15. Mai | Jacob Schuback           | Hamburger Jurist, Diplomat und Komponist                                       | 58    |       |
| 20. Mai | Alexander Ross           | schottischer Dichter                                                           | 85    |       |
| 22. Mai | Jakob Friedrich von Rohd | preußischer Minister                                                           |       |       |

## Juni
| Tag      | Name                            | Beruf, bekannt als                                                                          | Alter | Beleg |
| -------- | ------------------------------- | ------------------------------------------------------------------------------------------- | ----- | ----- |
| 4. Juni  | David Tschanz                   | Schweizer Pietist                                                                           | 67    |       |
| 7. Juni  | Johann Christoph Kosch          | deutschböhmischer barocker Baumeister                                                       | 81    |       |
| 9. Juni  | Johann Martin Mack              | deutscher evangelischer Missionar und Bischof                                               | 69    |       |
| 13. Juni | Henry Middleton                 | britisch-amerikanischer Politiker und Pflanzer                                              |       |       |
| 16. Juni | Vettor Sandi                    | italienischer Historiker, Advokat                                                           | 80    |       |
| 17. Juni | Carl Friedrich Ludwig von Gaudi | Preußischer Beamter                                                                         | 50    |       |
| 20. Juni | Johann Hermann Dielhelm         | Autor gewässerkundlicher Werke                                                              | 81    |       |
| 21. Juni | Daniel Högger                   | Schweizer Bürgermeister                                                                     | 78    |       |
| 23. Juni | Johann David Weidner            | deutscher Architekt des Barock                                                              | 63    |       |
| 26. Juni | Caesar Rodney                   | Gouverneur von Delaware; Unterzeichner der Unabhängigkeitserklärung der Vereinigten Staaten | 55    |       |
| 26. Juni | Ignatius Ferdinand von Vogelius | Freiherr, Rechtsgelehrter, Geheimer Rat                                                     | 43    |       |

## Juli
| Tag      | Name                                        | Beruf, bekannt als                                                            | Alter | Beleg |
| -------- | ------------------------------------------- | ----------------------------------------------------------------------------- | ----- | ----- |
| 1. Juli  | Georg Daniel Auberlen                       | deutscher Musiker und Komponist                                               | 55    |       |
| 1. Juli  | Wilhelm Friedemann Bach                     | deutscher Komponist                                                           | 73    |       |
| 2. Juli  | Gottfried Schütze                           | deutscher Pädagoge, Bibliothekar und Theologe                                 | 65    |       |
| 3. Juli  | Woldemar Dietrich von Budberg-Bönninghausen | deutschbaltischer Maler und Zeichner                                          | 43    |       |
| 7. Juli  | Louis Anseaume                              | französischer Librettist                                                      |       |       |
| 7. Juli  | Achatius Ludwig Karl Schmid                 | deutscher Rechtswissenschaftler und Staatsbeamter von Sachsen-Weimar-Eisenach | 59    |       |
| 8. Juli  | Torbern Olof Bergman                        | schwedischer Chemiker                                                         | 49    |       |
| 8. Juli  | Adam Wassiljewitsch Olsufjew                | russischer Schriftsteller, Aufklärer, Kabinettsminister und Staatssekretär    | 63    |       |
| 13. Juli | Johann Baptist Straub                       | deutscher Rokokobildhauer                                                     | 80    |       |
| 19. Juli | Adam Patachich                              | adeliger kroatischer römisch-katholischer Bischof und Erzbischof              | 68    |       |
| 22. Juli | Girolamo Spinola                            | italienischer Erzbischof und Kardinal                                         | 70    |       |
| 24. Juli | Caroline Beck                               | deutsche Theaterschauspielerin                                                | 18    |       |
| 26. Juli | Johann Anton Tischbein                      | deutscher Maler                                                               | 63    |       |
| 31. Juli | Denis Diderot                               | französischer Schriftsteller und Philosoph                                    | 70    |       |

## August
| Tag        | Name                                                       | Beruf, bekannt als                                                                                         | Alter | Beleg |
| ---------- | ---------------------------------------------------------- | --- | ----- | ----- |
| 3. August  | Gustav Adolf von Bennigsen                                 | sächsischer Generalleutnant                                                                                | 67    |       |
| 3. August  | Maximilian Hitzelberger                                    | süddeutscher Rokokobildhauer                                                                               | 79    |       |
| 3. August  | Giovanni Battista Martini                                  | italienischer Komponist und Musiktheoretiker                                                               | 78    |       |
| 6. August  | Karl Kohaut                                                | österreichischer Lautenist, Komponist und Hofbeamter                                                       |       |       |
| 19. August | Ämilian Mock                                               | Abt des Klosters Irsee                                                                                     | 71    |       |
| 10. August | Allan Ramsay                                               | schottischer Porträtist und Hofmaler von Georg III.                                                        | 70    |       |
| 12. August | Johann Joachim Schwabe                                     | deutscher Gelehrter, Schriftsteller und Philosoph                                                          | 69    |       |
| 13. August | Jean François Clément Morand                               | französischer Chemiker, Mineraloge und Mediziner                                                           | 58    |       |
| 14. August | Michael Hißmann                                            | Philosoph und Hochschullehrer                                                                              | 31    |       |
| 14. August | Wilhelm Friedrich Hombergk zu Vach                         | deutscher Rechtswissenschaftler und Kanzler von Hessen-Hanau                                               | 71    |       |
| 22. August | Frans Doormann                                             | Hamburger Kaufmann, Senator und Bürgermeister                                                              | 75    |       |
| 27. August | Maximilian von Troschke                                    | preußischer Landrat                                                                                        | 64    |       |
| 28. August | Willem van Heemskerck                                      | holländischer Regent, Verwalter und Politiker; Bürgermeister von Amsterdam                                 | 66    |       |
| 28. August | Junípero Serra                                             | spanischer Franziskaner und Missionar, gilt als Gründer der Stadt San Francisco                            | 70    |       |
| 29. August | Sachar Grigorjewitsch Tschernyschow (Generalfeldmarschall) | russischer Generalfeldmarschall, Kriegsminister (1763–1774) und Gouverneur des Moskauer Verwaltungsbezirks | 62    |       |

## September
| Tag           | Name                                     | Beruf, bekannt als                                                    | Alter | Beleg |
| ------------- | ---------------------------------------- | --------------------------------------------------------------------- | ----- | ----- |
| 1. September  | Jean-François Séguier                    | französischer Botaniker, Historiker, Bibliograph und Archäologe       | 80    |       |
| 1. September  | Johann Christoph Stockhausen             | deutscher Naturforscher, Pädagoge und evangelischer Theologe          | 58    |       |
| 2. September  | Giovanni Battista Visconti               | italienischer Klassischer Archäologe                                  | 61    |       |
| 4. September  | Georg Ewald von Blumenthal               | preußischer Generalmajor, Erbherr auf Eysow und Kummerzin             | 62    |       |
| 4. September  | César François Cassini de Thury          | französischer Geodät                                                  | 70    |       |
| 5. September  | Johann Kaspar Gigl                       | Stuckateur, Altarbauer und Bildhauer der Wessobrunner Schule          |       |       |
| 5. September  | Gaspard de Tressemanes de Brunet         | französischer Bischof                                                 |       |       |
| 7. September  | Pál Ányos                                | ungarischer Dichter                                                   | 27    |       |
| 7. September  | Giovanni Antonio Cybei                   | italienischer Bildhauer                                               | 78    |       |
| 7. September  | Carl Philipp zu Innhausen und Knyphausen | ostfriesischer Adliger                                                | 73    |       |
| 8. September  | Ann Lee                                  | Gründerin der amerikanischen Religionsgemeinschaft Shaker             | 48    |       |
| 9. September  | Johann Friedrich Richter                 | deutscher Bankier, Kauf- und Handelsmann, Kunst- und Altertumssammler |       |       |
| 11. September | Friedrich Wilhelm von Podewils           | preußischer Offizier, zuletzt Generalmajor                            |       |       |
| 12. September | Manuel Blasco de Nebra                   | spanischer Komponist und Organist                                     | 34    |       |
| 13. September | Ludwig Hercules Daser                    | deutscher lutherischer Theologe                                       | 79    |       |
| 14. September | Nicolas Capron                           | französischer Komponist und Violinist                                 |       |       |
| 14. September | John Morin Scott                         | amerikanischer Rechtsanwalt, Offizier und Politiker                   |       |       |
| 15. September | Wilhelmus Crone                          | deutscher katholischer Priester, Abt des Klosters Marienfeld          | 55    |       |
| 18. September | Georg Haupt                              | schwedischer Designer und Möbeltischler                               |       |       |
| 21. September | James Claypoole                          | US-amerikanischer Porträtmaler, Hausmaler und Glaser                  | 64    |       |
| 22. September | Johann Georg Pfund                       | Leibkutscher Friedrichs des Großen                                    | 84    |       |
| 24. September | Charles-François Racot de Grandval       | französischer Schauspieler und Dramatiker                             | 73    |       |
| 24. September | Ernst August Spangenberg                 | deutscher Jurist, Bürgermeister der Stadt Göttingen                   | 94    |       |
| 23. September | Valentin Friedrich von Rüchel            | preußischer Oberst                                                    | 61    |       |
| 27. September | Johann Hugo Joseph von Coll              | Kanzleidirektor                                                       | 49    |       |

## Oktober
| Tag         | Name                              | Beruf, bekannt als                                     | Alter | Beleg |
| ----------- | --------------------------------- | ------------------------------------------------------ | ----- | ----- |
| 5. Oktober  | Antonín Kammel                    | tschechischer Komponist und Geiger                     | 54    |       |
| 5. Oktober  | Georg Wilhelm von Pachelbel       | pfalz-zweibrückischer Diplomat                         | 66    |       |
| 9. Oktober  | Georg Christoph Detharding        | deutscher Mediziner                                    | 85    |       |
| 11. Oktober | Johann Friedrich Lobstein         | deutscher Chirurg und Anatom                           | 48    |       |
| 14. Oktober | Georg Samuel Madihn               | deutscher Jurist und Hochschullehrer                   | 54    |       |
| 16. Oktober | Johann Michael Wolcker            | deutscher Kirchenmaler                                 | 82    |       |
| 17. Oktober | Melchior Dittmar von Wittgenstein | deutscher Bürgermeister                                |       |       |
| 24. Oktober | Karl Maximilian von Dietrichstein | österreichischer Staatsmann und Reichsfürst            | 82    |       |
| 27. Oktober | Ernst von Hessen-Rotenburg        | landgräflicher Prinz und Offizier                      | 26    |       |
| Oktober     | Pierre Eugène du Simitière        | schweizerisch-US-amerikanischer Künstler und Philosoph | 47    |       |

## November
| Tag          | Name                                       | Beruf, bekannt als                                                               | Alter | Beleg |
| ------------ | ------------------------------------------ | -------------------------------------------------------------------------------- | ----- | ----- |
| 1. November  | Joseph Massie                              | britischer Politökonom                                                           |       |       |
| 1. November  | Jean-Jacques Lefranc de Pompignan          | französischer Schriftsteller                                                     | 75    |       |
| 2. November  | Christian Gottlieb Riccius                 | deutscher Rechtswissenschaftler                                                  | 87    |       |
| 3. November  | Matías de Gálvez y Gallardo                | spanischer Vizekönig von Neuspanien                                              | 67    |       |
| 3. November  | Nicolas Guibal                             | württembergischer Hofmaler französischer Herkunft                                | 58    |       |
| 9. November  | Christian Friedrich Wilkens                | deutscher Theologe und Naturforscher                                             | 62    |       |
| 12. November | Saverio Manetti                            | italienischer Botaniker, Arzt und Ornithologe                                    | 61    |       |
| 14. November | Joseph Schuster                            | Bassist und Ensemblemitglied am Hoftheater des Dresdner Kurfürsten               | 62    |       |
| 15. November | Jan Hataš                                  | tschechischer Komponist                                                          |       |       |
| 19. November | Johann Schnegg                             | österreichischer Bildhauer                                                       | 60    |       |
| 22. November | Johann Matthias Krinner                    | österreichischer Baumeister in Linz an der Donau                                 |       |       |
| 22. November | Carlo Ferdinando Landolfi                  | italienischer Geigen- und Cellobauer                                             |       |       |
| 28. November | Antoine Grimaldi                           | Regent Monacos (1732–1784)                                                       | 87    |       |
| 29. November | Johann Maximilian von Günderrode           | hessischer Jurist, Geheimrat, Schriftsteller und Büchersammler                   | 71    |       |
| 29. November | Julius Adolf Friedrich Treusch von Buttlar | preußischer Generalmajor, Ritter des Pour le Merite und Amtshauptmann von Ziesar | 68    |       |
| 30. November | Christian August Clodius                   | deutscher Dichter und Philosoph                                                  | 47    |       |
| 30. November | Sebald Minderer                            | deutscher Franziskaner und katholischer Theologe                                 | 74    |       |
| 30. November | Ernst Friedemann von Münchhausen           | preußischer Minister                                                             | 60    |       |

## Dezember
| Tag          | Name                                     | Beruf, bekannt als                                                                                           | Alter | Beleg |
| ------------ | ---------------------------------------- | --- | ----- | ----- |
| 5. Dezember  | Phillis Wheatley                         | afroamerikanische Dichterin                                                                                  |       |       |
| 6. Dezember  | Hans Albrecht Friedrich von Rohr         | preußischer Oberst und Regimentschef                                                                         | 81    |       |
| 7. Dezember  | Friedrich Ludwig Hermann Muzell          | deutscher Mediziner                                                                                          | 69    |       |
| 8. Dezember  | Georg Reinhold von Thadden               | preußischer Generalleutnant, Chef des Infanterie-Regiments Nr. 4 und Nr. 33 und Gouverneur der Festung Glatz | 72    |       |
| 11. Dezember | Anders Johan Lexell                      | Astronom und Mathematiker                                                                                    | 43    |       |
| 12. Dezember | Johann Christian Wilhelm von Steinwehr   | preußischer Generalmajor, Chef des Infanterieregiments Nr. 14, Amtshauptmann von Potsdam, Erbherr von Wellen | 73    |       |
| 13. Dezember | Samuel Johnson                           | englischer Gelehrter, Schriftsteller, Dichter, Kritiker und Lexikograf                                       | 75    |       |
| 15. Dezember | Friedrich Groschuff                      | Philologe | 83    |       |
| 15. Dezember | Philipp Hoffmann                         | Bürgermeister von Elberfeld                                                                                  | 61    |       |
| 15. Dezember | Nathanael Matthäus von Wolf              | deutscher Botaniker und Arzt                                                                                 | 60    |       |
| 16. Dezember | Reinhard Philipp Friedrich von Degenfeld | Herr auf dem Eulenhof, zu Ehrstädt, Waibstadt und Unterbiegelhof                                             | 62    |       |
| 16. Dezember | Friederike Alexandrine Moszyńska         | zweite Tochter von August dem Starken mit seiner Mätresse Anna Constantia von Cosel                          | 75    |       |
| 25. Dezember | Benvenuto Sigmund von Petazzi            | österreichischer General                                                                                     | 85    |       |
| 26. Dezember | Otto Friedrich Müller                    | dänischer Zoologe                                                                                            | 54    |       |
| 31. Dezember | Johann Wilhelm Brügelmann                | Bürgermeister in Elberfeld                                                                                   |       |       |
| 31. Dezember | Johann Bernhard von Höfer                | preußischer Oberst                                                                                           | 71    |       |
| 31. Dezember | Reinhard Christoph Ungewitter            | deutscher reformierter Theologe                                                                              | 69    |       |
| Dezember     | Richard Howly                            | Gouverneur von Georgia                                                                                       |       |       |

## Datum unbekannt
| Tag | Name                                    | Beruf, bekannt als                                                                                   | Alter | Beleg |
| --- | --------------------------------------- | --- | ----- | ----- |
|     | Antoine Dard                            | französischer Komponist, Oboist, Fagottist und Musiktheoretiker                                      |       |       |
|     | Kaspar Faber                            | deutscher Unternehmer                                                                                |       |       |
|     | Johann Georg Carl von Hannig            | österreichischer Feldmarschallleutnant                                                               |       |       |
|     | Conrad Ludwig Gallus Hermes             | deutscher Bildhauer und Bildstockmeister                                                             | 56    |       |
|     | Matthias Gerhard von Hoesch             | Staatsmann und Montanunternehmer                                                                     |       |       |
|     | Stephan Ludwig Jacobi                   | Erfinder der künstlichen Fischzucht                                                                  |       |       |
|     | Jakob Jehle                             | deutscher Baumeister und Stuckateur                                                                  |       |       |
|     | Abd al-Karim Kashmiri                   | persisch-indischer Historiker                                                                        |       |       |
|     | Daniel Marshall                         | US-amerikanischer Geistlicher                                                                        |       |       |
|     | Friedrich Wilhelm Mascho                | deutscher Theologe und Lehrer                                                                        |       |       |
|     | Diego José Navarro García de Valladares | kastilischer Gouverneur von Kuba                                                                     |       |       |
|     | Gaspar de Portolà                       | Gouverneur von Baja California und Alta California, Entdecker und Gründer von San Diego und Monterey |       |       |
|     | Karl Heinrich von Poseck                | preußischer Major                                                                                    |       |       |
|     | Gottlieb Friedrich Riedel               | deutscher Porzellanbildner, -maler, Radierer, Verleger                                               |       |       |
|     | Francisco Romá y Rosell                 | Jurist und Ökonom, interimistischer Vizekönig von Neuspanien                                         |       |       |
|     | Marie-Claudine Rozet                    | französische Buchhändlerin in Russland                                                               |       |       |
|     | Louise Eleonore von Schöning            | preußische Adlige                                                                                    |       |       |
|     | Balthasar Smissaert                     | niederländischer Diplomat                                                                            |       |       |
|     | Stefano Torelli                         | italienischer Kunstmaler                                                                             |       |       |
|     | Johann Westermann                       | deutscher Lyriker des Barock                                                                         |       |       |